# Émile Roussel (réalisateur)
Pour les articles homonymes, voir Émile Roussel et Roussel.
Émile Albert Amédée Roussel, connu comme Émile Roussel et comme Mick  Roussel, ayant aussi utilisé le pseudonyme de Mike Roussel, né le 8 avril 1909 à Beaurainville et mort le 21 juin 1969 à Saint-Cloud, est un assistant-réalisateur, réalisateur, scénariste et acteur français. 
Gérard Blain lui a dédié son premier film, Les Amis.

## Filmographie
Aucune des banques de données cinématographiques consultables en ligne ne donne, sous une seule entrée, la filmographie complète d'Émile Roussel. L'IMDb a deux fiches incomplètes, l'une au nom d'Émile Roussel, l'autre à celui de Mick Roussel. De même, deux fiches aux Archives françaises du film, pour respectivement Émile Roussel et Mike Roussel.
| Année | Titre                          | Réalisateur       | Genre/série                    | Métrage | Contribution              | Prénom crédité |
| ----- | ------------------------------ | ----------------- | ------------------------------ | ------- | ------------------------- | -------------- |
| 1935  | Maternité                      | Jean Choux        | fiction/mélodrame              | long    | assistant-réalisateur     | Émile          |
| 1936  | Paris                          | Jean Choux        | fiction/drame social           | long    | adaptation                | Émile          |
| 1938  | Le Temps des cerises           | Jean-Paul Dreyfus | fiction/drame                  | long    | acteur                    | Émile          |
| 1937  | Miarka, la fille à l'ourse     | Jean Choux        | fiction/comédie dramatique     | long    | adaptation                | Émile          |
| 1938  | La Glu                         | Jean Choux        | fiction/mélodrame              | long    | assistant-réalisateur     | Émile          |
| 1938  | Paix sur le Rhin               | Jean Choux        | fiction/comédie dramatique     | long    | assistant-réalisateur     | Émile          |
| 1938  | La Relève                      | Émile Roussel     | docu-fiction                   | court   | réalisateur               | aucun          |
| 1939  | L'Intrigante                   | Émile Couzinet    | fiction/comédie dramatique     | long    | assistant réalisateur     | Émile          |
| 1939  | Le Café du port                | Jean Choux        | fiction/comédie dramatique     | long    | assistant réalisateur     | Émile          |
| 1942  | La Femme perdue                | Jean Choux        | fiction/comédie de mœurs       | long    | assistant réalisateur     | Émile          |
| 1943  | Port d'attache                 | Jean Choux        | fiction/comédie paysanne       | long    | assistant réalisateur     | Émile          |
| 1943  | Malaria                        | Jean Gourguet     | fiction/film noir              | long    | scénariste                | Émile          |
| 1945  | Les Gueules noires             | Émile Roussel     | non-fiction                    | court   | réalisateur               | Émile          |
| 1947  | Le Mystérieux Monsieur Sylvain | Jean Stelli       | fiction/espionnage             | long    | assistant réalisateur     | Mick           |
| 1947  | Torrents                       | Serge de Poligny  | fiction/drame                  | long    | assistant-réalisateur     | Mike           |
| 1948  | Les Dernières Vacances         | Roger Leenhardt   | fiction/comédie de mœurs       | long    | assistant réalisateur     | Émile          |
| 1948  | Tabusse                        | Jean Gehret       | fiction/drame paysan           | long    | assistant réalisateur     | Émile          |
| 1948  | Par la fenêtre                 | Gilles Grangier   | fiction/comédie sentimentale   | long    | assistant réalisateur     | Mike           |
| 1948  | La Veuve et l'Innocent         | André Cerf        | fiction/comédie dramatique     | long    | assistant réalisateur     | Émile          |
| 1949  | Le Crime des justes            | Jean Gehret       | fiction/drame criminel         | long    | assistant réalisateur     | Émile          |
| 1951  | Procès au Vatican              | André Haguet      | fiction/film religieux         | long    | assistant réalisateur     | Émile          |
| 1951  | Paris est toujours Paris       | Luciano Emmer     | fiction/comédie dramatique     | long    | assistant réalisateur     | Émile          |
| 1953  | Histoires de bicyclettes       | Émile Roussel     | docu-fiction                   | court   | réalisateur               | Émile          |
| 1954  | Le Vicomte de Bragelonne       | Fernando Cerchio  | fiction de cape et d'épée      | long    | conseiller technique      | Mick           |
| 1954  | Pas de coup dur pour Johnny    | Émile Roussel     | fiction/drame                  | long    | réalisateur               | Émile          |
| 1957  | Le désir mène les hommes       | Émile Roussel     | fiction/drame                  | long    | réalisateur et scénariste | Mick/Mike,     |
| 1962  | Mortellement vôtre             | Émile Roussel     | L'inspecteur Leclerc enquête   | épisode | réalisateur               | Mick           |
| 1963  | La chasse                      | Émile Roussel     | L'inspecteur Leclerc enquête   | épisode | réalisateur               | Mick           |
| 1965  | Premier courrier               | Émile Roussel     | Le train bleu s'arrête 13 fois | épisode | réalisateur               | Mick           |
| 1966  | Antibes : coup fourré          | Émile Roussel     | Le train bleu s'arrête 13 fois | épisode | réalisateur               | Mick           |